# Assemblée générale de l'Union astronomique internationale de 1976
16e assemblée générale de l'Union astronomique internationale
La 16e assemblée générale de l'Union astronomique internationale s'est tenue du 24 août au 2 septembre 1976 à Grenoble. C'est la deuxième assemblée générale de l'UAI qui se déroule en France, trente-huit ans après la 5e assemblée générale de l'Union astronomique internationale, qui avait eu lieu à Paris en 1935.
Cette assemblée a été l'occasion de la venue à Grenoble de l'astronome Carl Sagan, qui a commenté l'arrivée des sondes Viking sur le sol martien. 